# بوتس مالون
بوتس مالون هو فيلم درامي أمريكي تم اصداره عام 1952 من إخراج ويليام ديترل. يلعب جوني ستيوارت دور هارب ثري يطمح إلى أن يصبح فارسًا، ويلعب ويليام هولدن دور وكيل رياضي سيئ الحظ في الفيلم.

## القصة
يسقط حظه، وكيل الفارس «بوتس» مالون (ويليام هولدن) في مأدبة عشاء مع صديقه «ستاش» كليمنتس (ستانلي كليمنتس) عندما يحاول المراهق توماس جيبسون جونيور (جوني ستيوارت) دفع ثمن وجبته بمئة فاتورة بالدولار. عندما يطلب منه الطباخ العودة في الصباح لتغييره، يتدخل بوتس (العشاء عبارة عن مقطورة محمولة وستكون في مكان آخر بحلول ذلك الوقت). يأخذ بوتس الشاب تحت جناحه لأنه مهتم أيضًا بالمال. يوافق تومي على الدفع لشركة بوتس لتدريبه لأنه يتوق إلى أن يصبح فارسًا. يبدأ بسرعة في أداء مهام مختلفة حول الاسطبلات.
فيقوم كل من بوتس وستاش و «بريشر» كول (باسل رويسديل) بمراقبة وايت كارجو، وهو أحد الخيول المحتملة. يقومون بإصلاحه بحيث يؤدي أداءً سيئًا في التمرين التالي. نتيجة لذلك، طرحها المالك هوارد وايتهيد (إد بيجلي) للمزاد. يسحب تومي مبلغًا إضافيًا قدره 100 دولار، ويفوزون بالحصان عندما يعطي العارض أكثر مما يفعل.
في أحد الأيام، أظهر تومي بعض القدرة عندما يخاف وايت كارجو ويركض وهو يحمل تومي على ظهره. يبدأ بوتس في تدريبه بجدية. إنه يسمح للصبي بالمشاركة في سباق لكنه يخفي عنه سرًا حول كيفية قيامهم سراً بإثقال كاهل وايت كارجو (حتى يتمكنوا من الحصول على احتمالات أفضل لمراهناتهم في سباق لاحق). يشعر الطفل بخيبة أمل لأن أداء الحصان في السباق سيء. بوتس يدخل تومي في سباق آخر بحصان مختلف، يفوز به، لتعزيز ثقته بنفسه.
تتطور المضاعفات مع اقتراب السباق الكبير. تتعارض والدة بوتس ووالدة تومي، وهي سيدة أعمال ناجحة، حول من سيحدد مكان تومي. يناديها بوتس بتردد ويخبرها أين تلتقط ابنها. أقنعت تومي بأن بوتس سلمته لجائزة 5000 دولار، والتي لا توافق عليها. (قررت لاحقًا ألا تدفع لـ Boots.) على الرغم من ذلك، هرب تومي مرة أخرى ووجد في النهاية أحذية في الوقت المناسب للسباق. إنهم يتصالحون. عندما اتصلت السيدة جيبسون، حذرتها بوتس من أنها إذا منعت ابنها من السباق، فإنها ستفقد عاطفته.
نصحه ماتسون (هيو ساندرز)، مدين بوتس، بإلغاء السباق لأنه وضع رهانًا كبيرًا على حصان آخر. على الرغم من بذل بوتس قصارى جهده لإقناع تومي بالانضمام إليه، إلا أن وايت كارجو سادت في النهاية لأن بوتس تفتقر إلى الشجاعة لتدمير ما قد يكون الرحلة الأخيرة للصبي الصغير. ثم يستقل تومي القطار للعودة إلى المدرسة. يركب بوتس القطار بعد إبلاغه أن ماتسون ورجاله ينتظرونه.

## الممثلون
- وليام هولدن بدور «بوتس» مالون
- جوني ستيوارت في دور توماس جيبسون جونيور.
- ستانلي كليمنتس بدور «ستاش» كليمنتس
- باسل رويسديل بدور «الواعظ» كول
- كارل بينتون ريد في دور جون ويليامز
- رالف دومكي في دور بيكيت، مستشار وايتهيد
- إد بيجلي بدور هوارد وايتهيد، مالك خيول ثري ولكن عديم الخبرة
- هيو ساندرز في دور ماتسون
- هاري مورغان بدور «حصان الربع» هنري (مثل هنري مورغان)
- آن لي مثل السيدة جيبسون
- أنتوني كاروسو في دور جو
- بيلي بيرسون في دور إيدي كوخ، الفارس المنافس. كان بيرسون فارسًا أصيلًا حقيقيًا.
- إيموري بارنيل في دور إيفانز (غير معتمد)